# Richard Odada
Richard Odada (Nairobi, 25 novembre 2000) è un calciatore keniota, centrocampista dell'OFK Belgrado, in prestito dal Dundee Utd, e della nazionale keniota.

## Caratteristiche tecniche
È un centrocampista difensivo.

## Carriera

### Club
Cresciuto nel settore giovanile della Stella Rossa, nel 2019 viene prestato al Grafičar Belgrado, con cui debutta il 29 febbraio in occasione del match di Prva Liga Srbija vinto 3-0 contro il Radnički Pirot.

### Nazionale
Il 2 settembre 2021 debutta con la nazionale keniana in occasione del match di qualificazione per il campionato mondiale 2022 contro l'Uganda.

## Statistiche
Statistiche aggiornate al 2 settembre 2021.

### Presenze e reti nei club
| Stagione        | Squadra           | Campionato      | Campionato | Campionato | Coppe nazionali | Coppe nazionali | Coppe nazionali | Coppe continentali | Coppe continentali | Coppe continentali | Altre coppe | Altre coppe | Altre coppe | Totale | Totale | Totale |
| Stagione        | Squadra           | Comp            | Pres       | Reti       | Comp            | Pres            | Reti            | Comp               | Pres               | Reti               | Comp        | Pres        | Reti        | Pres   | Reti   |        |
| --------------- | ----------------- | --------------- | ---------- | ---------- | --------------- | --------------- | --------------- | ------------------ | ------------------ | ------------------ | ----------- | ----------- | ----------- | ------ | ------ | ------ |
| gen.-giu. 2020  | Grafičar Belgrado | PL              | 7          | 0          | CS              | 0               | 0               |                    | -                  | -                  |             | -           | -           | 7      | 0      |        |
| 2020-gen. 2021  | Grafičar Belgrado | PL              | 17         | 0          | CS              | 1               | 0               |                    | -                  | -                  |             | -           | -           | 18     | 0      |        |
| gen.-giu. 2021  | Stella Rossa      | SL              | 2          | 0          | CS              | 0               | 0               |                    | -                  | -                  |             | -           | -           | 2      | 0      |        |
| 2021-2022       | Metalac           | SL              | 6          | 0          | CS              | 0               | 0               |                    | -                  | -                  |             | -           | -           | 6      | 0      |        |
| Totale carriera | Totale carriera   | Totale carriera | 32         | 0          |                 | 1               | 0               |                    | -                  | -                  |             | -           | -           | 33     | 0      |        |